# Граничні умови в динаміці рідин
Граничні умови в динаміці рідин - це набір обмежень до граничних задач в обчислювальній гідродинаміці. Ці граничні умови включають граничні умови на вході, граничні умови на виході, граничні умови стінки, граничні умови постійного тиску, осесиметричні граничні умови, симетричні граничні умови та періодичні, або циклічні граничні умови.
Різні типи граничних умов використовуються в CFD для різних умов та цілей і описуються наступним чином.

## Гранична умови на вході

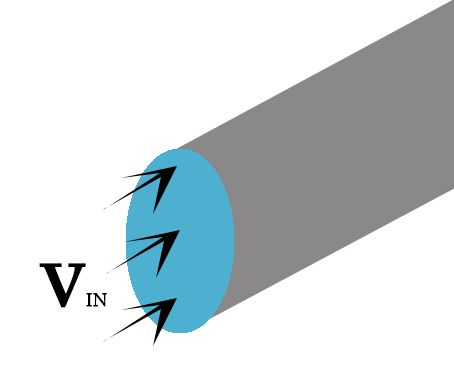
Відображення швидкості вхідного потоку в трубі

У граничних умовах на вході розподіл усіх змінних потоку потрібно уточнювати на вхідних межах, а саме швидкість потоку. Цей тип граничних умов є загальним і визначається здебільшого там, де відома швидкість вхідного потоку.

## Гранична умова на виході

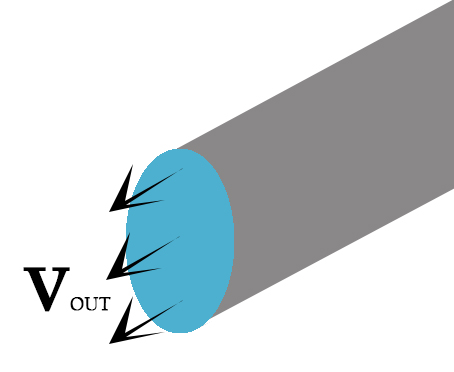
Відображення швидкості вихідного потоку в трубі

У граничних умовах на виході необхідно вказати розподіл усіх змінних потоку,  а саме швидкість потоку. Це можна розглядати як поєднання з граничною умовою на вході. Цей тип граничних умов є загальним і визначається здебільшого там, де відома швидкість випуску. Потік досягає повністю розвиненого стану, коли в напрямку потоку не відбувається змін, коли вихідний отвір обраний далеко від геометричних порушень. У такій області можна визначити вихідний отвір і градієнт всіх змінних можна прирівняти до нуля у напрямку потоку, окрім тиску.

## Гранична умова відсутності ковзання

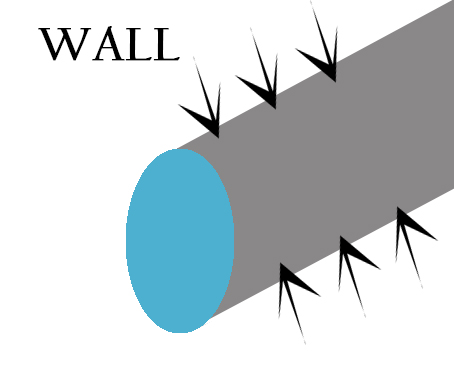
Показ граничної умови на стіні

Найбільш поширеною межею, яка виникає при проблемах обмеженого потоку рідини, є стінка трубопроводу. Відповідною вимогою називають граничну умову відсутності ковзання, де нормальна складова швидкості фіксується на нулі, а тангенціальна складова встановлюється рівною швидкості стінки. Це може бути не зовсім інтуітивно, але умова проти ковзання міцно закріпилася як в експерименті, так і в теорії, але аж після десятиліть суперечок і дискусій.
{\displaystyle V_{\textrm {normal}}=0}
{\displaystyle V_{\textrm {tangential}}=V_{\textrm {wall}}}
Передача тепла через стіну може бути визначена,але, якщо стіни вважаються адіабатичними, тоді тепловіддача через стіну дорівнює нулю.
{\displaystyle Q_{\textrm {AdiabaticWalls}}=0}

## Граничні умови постійного тиску

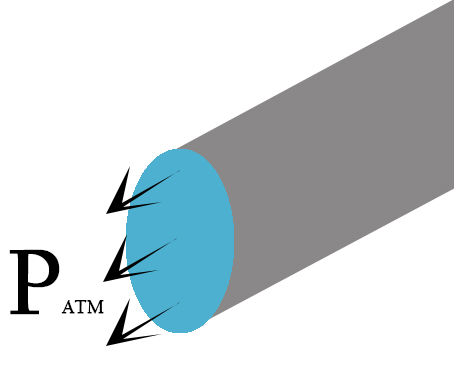
Відображення граничного стану постійного тиску

Цей тип граничних умов використовується там, де відомі граничні значення тиску, а точні деталі розподілу потоку - невідомі. Це включає в основному умови входу та виходу під тиском. Типові приклади, що використовують цю граничну умову, включають потоки, що керуються плавучістю, внутрішні потоки з кількома виходами, вільні поверхневі потоки та зовнішні потоки навколо об'єктів. Прикладом може служити вихід потоку в атмосферу, де тиск атмосферний.

## Осісиметричні граничні умови
У цій граничній умові модель є осісиметричною щодо головної осі такою, що при певному r = R, усіх θ  та кожному z = Z-зрізі кожна змінна потоку має однакове значення.  Хорошим прикладом є потік у круговій трубі, де осі потоку та осі труби збігаються.

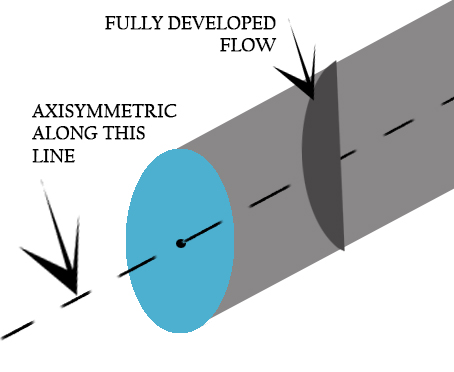
Відображення осесиметричної граничної умови

{\displaystyle V_{r}(R,\theta ,Z)=Constant}
{\displaystyle (r=R,\theta ,Z)}

## Симетрична гранична умова

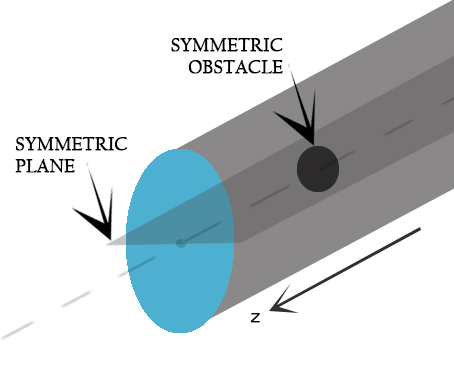
Відображення симетричної граничної умови

У цій граничній умові передбачається, що по обидва боки межі існують однакові фізичні процеси. Усі змінні мають однакове значення та градієнти на однаковій відстані від межі. Він діє як дзеркало, яке відображає весь розподіл потоку на іншу сторону. Умови на симетричній межі — відсутність потоку через межу та скалярного потоку векторного поля через межу.
Хорошим прикладом є трубопровід з симетричною перешкодою в потоці. Перешкода розділяє верхній і нижній потоки як дзеркальний.

## Періодична або циклічна гранична умова

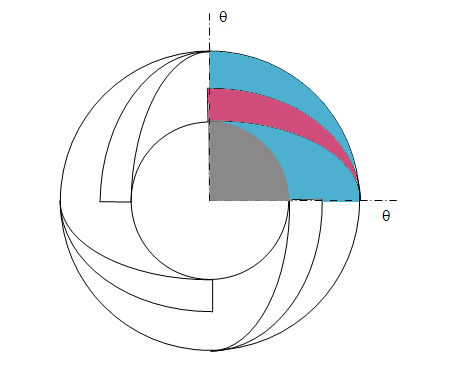
Чверть, що показує циклічну граничну умову

Періодична або циклічна гранична умова виникає внаслідок іншого типу симетрії в задачі. Якщо компонент має повторюваний шаблон у розподілі потоку більш ніж удвічі, тим самим порушуючи вимоги до дзеркального зображення, необхідні для симетричної граничної умови. Хорошим прикладом може бути підметаний лопатевий насос (рис.),  де позначена область повторюється чотири рази в координатах r-тета. Циклічно-симетричні області повинні мати однакові змінні потоку та розподіл і повинні задовольняти це в кожному Z-зрізі.

## Дивитися також
- Проблема початкового значення